# Спусковая скоба
Спусковая скоба (предохранительная скоба) — деталь оружия, служащая для предохранения спускового крючка от случайного нажатия, например, при падении. Существует на подавляющем большинстве образцов стрелкового оружия, начиная с XVI века и серьёзных изменений с тех пор не претерпевала. Может иметь внизу выполненную из единого со скобой куска металла «шпору» — упор для среднего пальца.
В некоторых системах спусковая скоба выполняет и другие функции, например, органа перезарядки оружия: «скоба Генри» (см. Винчестер (винтовка), Волканик) открывала скользящий затвор, взводила курок и подавала патрон, в системе Спенсера скоба выполняла те же функции при качающемся затворе (но курок не взводила); устройство Хылевского позволяло перезаряжать автоматический пистолет одной рукой (например, в китайском пистолете «тип 77»).

На мушкетах XVI-XVII в. предохранительная скоба бывала весьма заметной деталью.
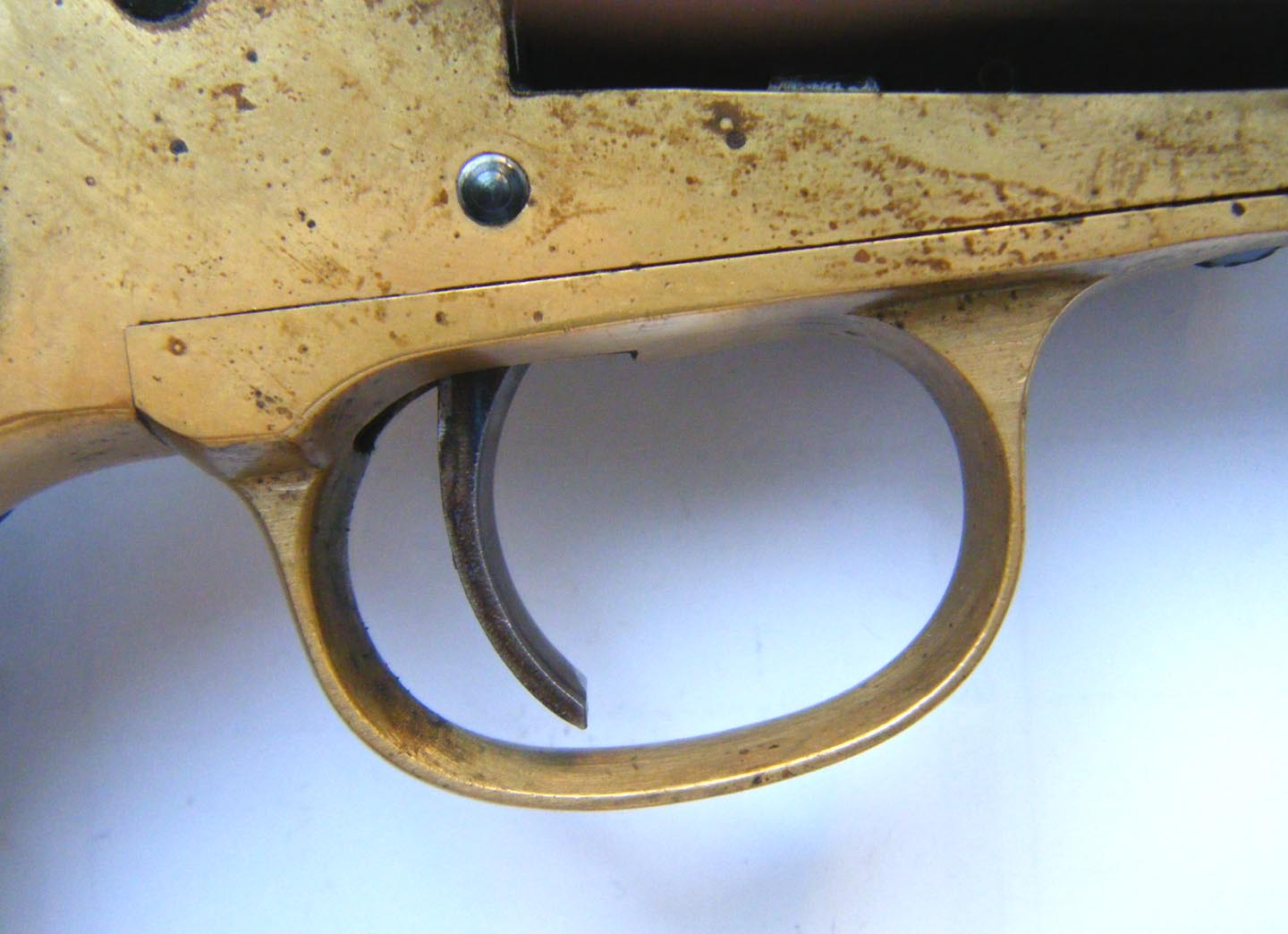
Спусковая скоба револьвера одинарного действия
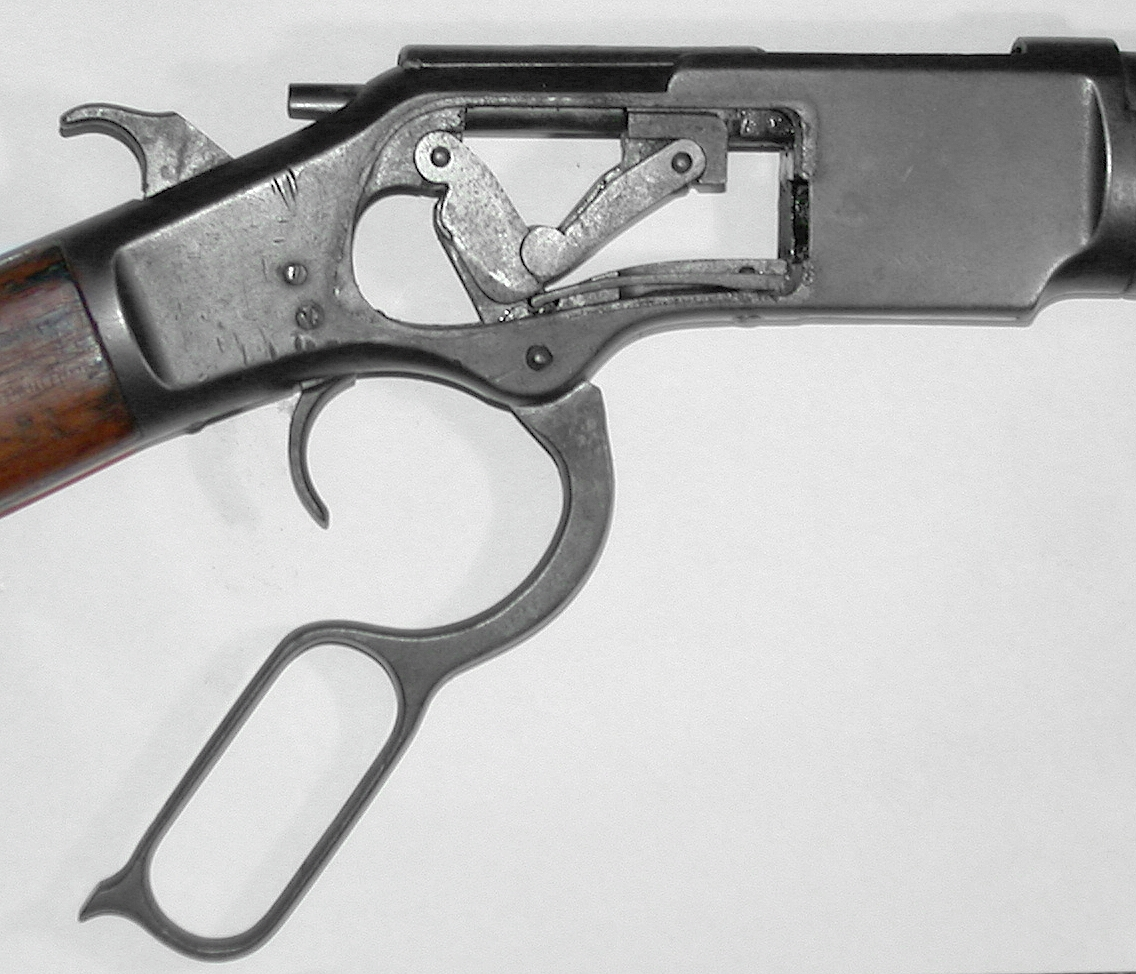
Спусковая скоба, совмещенная с рычагом перезарядки винтовки (скоба Генри)
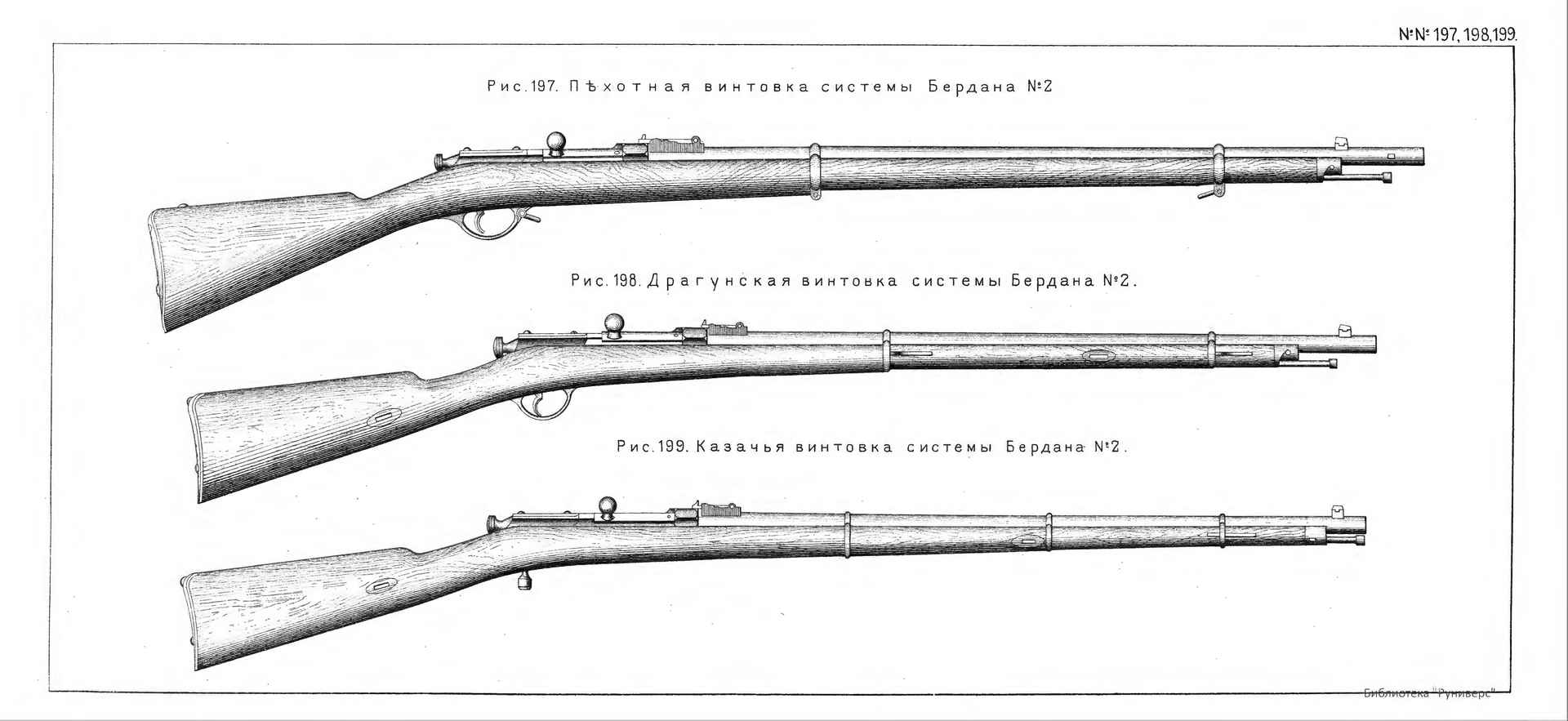
Русская винтовка Бердана № 2. На казачьей версии спусковой скобы нет — традиция, сохранявшаяся до введения винтовки обр. 1891 г.
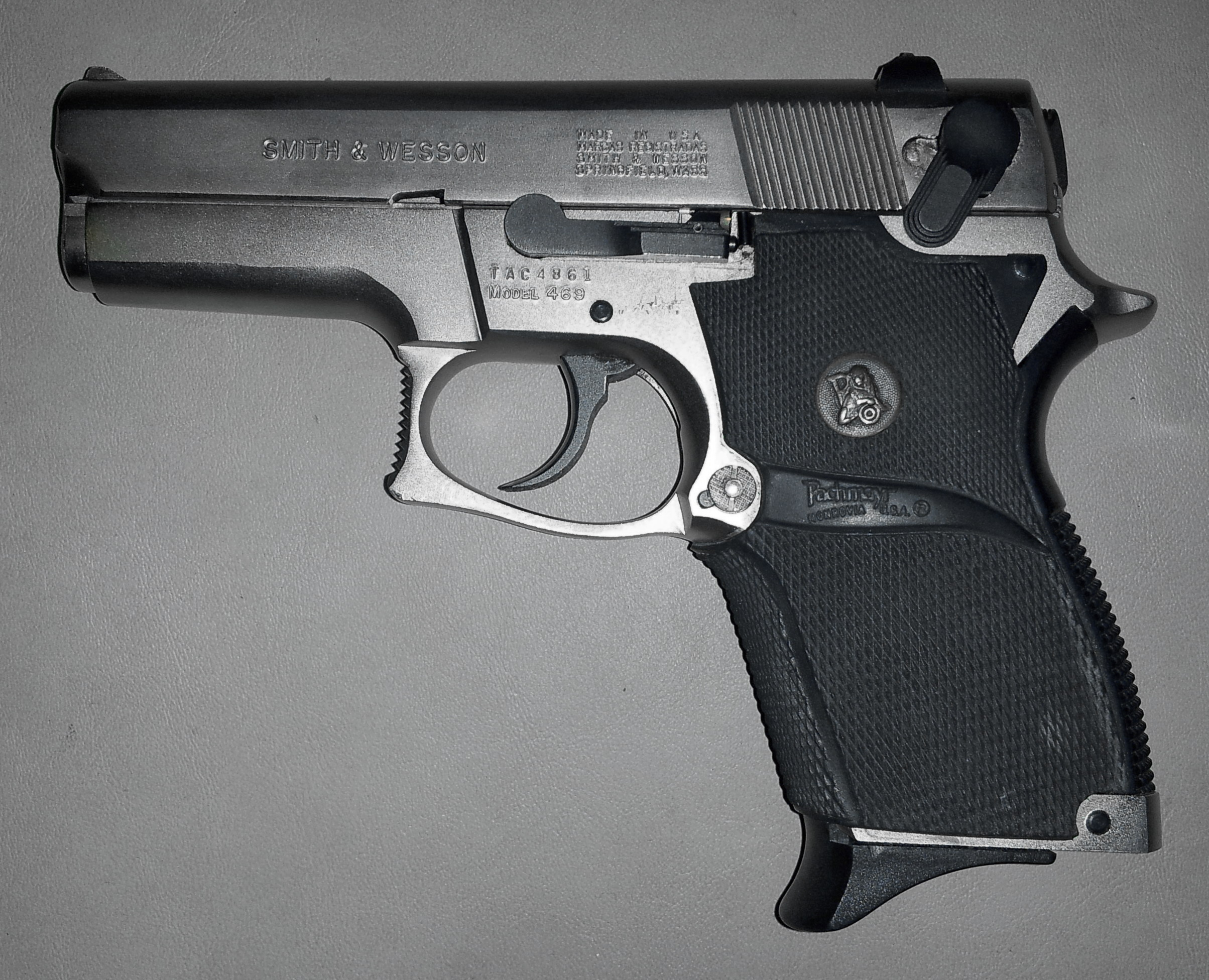
У многих современных пистолетов передняя часть скобы приспособлена для двуручного хвата: на нее ложится указательный палец второй руки.
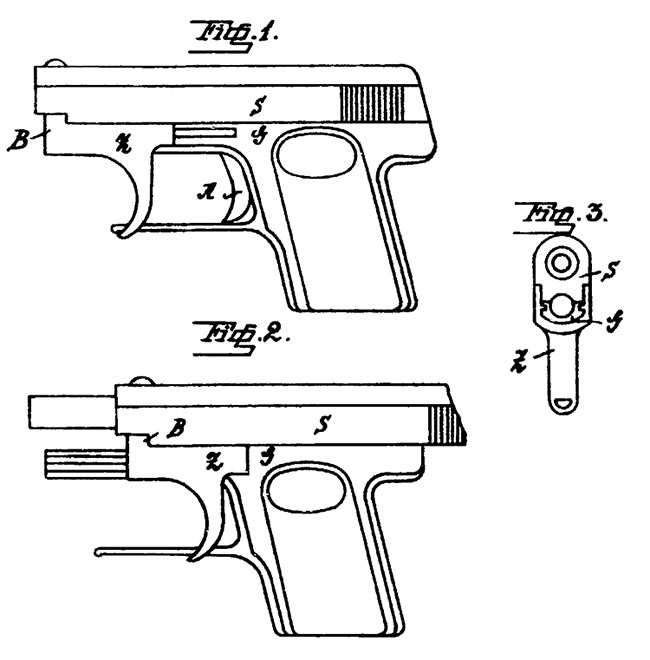
Этот рисунок из первого австрийского патента Витольда Хилевского.